# 切尼達沙達爾烏帕齊拉
切尼達沙達爾乌帕齐拉是孟加拉国切尼達縣的一个乌帕齐拉，位於庫爾納专区的切尼達縣。。

## 人口
據1991年孟加拉國人口普查，切尼達沙達爾共有戶數60,354戶，人口333192人。其中男性佔比51.47%，女性佔比48.53%；成年人口171,090人。該地7歲以上人口之平均識字率為27.5%，低於全國平均值（32.4%）。